# Dimarella bipunctata
Dimarella (Dimarella) bipunctata là một loài côn trùng trong họ Myrmeleontidae thuộc bộ Neuroptera. Loài này được Navás miêu tả năm 1915.